# Marjosch
Marjosch, eigentlich Martin Johannes Scholkmann (* 17. Juni 1938 in Leonberg; † 9. Februar 2013 in Stuttgart) war ein deutscher Maler.

## Leben
Martin Johannes Scholkmann studierte von 1957 bis 1960 an der Höheren Fachschule für das Graphische Gewerbe in Stuttgart bei Leo Schobinger, Albrecht Ade und Albrecht Appelhans sowie an der Staatlichen Akademie der Bildenden Künste Stuttgart im Fachbereich Malerei bei Heinrich Wildemann und Rudolf Müller. Nebenbei Tätigkeit als Organist in Leonberg. 1960 bis 1963 folgten Studienaufenthalte und Arbeiten in Ulm und Nantes (Frankreich), sowie längere Reisen nach Italien, Jugoslawien, Spanien und den Niederlanden. 
Nach einer Weiterbildung zum Prospektmaler und Kascheur für Filmproduktion in den  Bavaria Filmstudios München, arbeitete er bis 1998 in den Fernsehfilmstudios des  Süddeutschen Rundfunks (SDR).
Parallel zu seiner beruflichen künstlerischen Tätigkeit war er als freischaffender Künstler tätig und unternahm ausgedehnte Studienreisen nach Vorderasien und Südasien, die sein künstlerisches Schaffen beeinflussten.
Marjosch arbeitete als freischaffender Künstler in Stuttgart.
Martin Johannes Scholkmann verstarb am 9. Februar 2013 im Alter von 74 Jahren.

## Künstlerisches Schaffen
Marjoschs Werke sind der  abstrakten Malerei (bzw. gegenstandslosen Malerei) mit Einflüssen aus dem Konstruktivismus zuzuordnen. Die Arbeiten von Paul Klee und den Konstruktivisten Piet Mondrian und Adolf Fleischmann beeinflussten sein künstlerisches Schaffen und die Herausbildung seines eigenen Malstils.
In den 1970er Jahren widmete sich Marjosch in seinen Werken gesellschaftskritischen Themen, die er in Form von Collagen und Plastiken umsetzte. Parallel dazu entwickelte sich sein Malstil von einer realistischen Darstellung der Natur hin zu einer immer stärkeren Abstrahierung, die ab den 1990er Jahren in einer forcierten abstrakten Darstellung der fraktalen Aststrukturen von Bäumen mündete. Um die Invarianz der Strukturen gegenüber einer räumlichen Ausrichtung zu verdeutlichen, erstellte er später seine Bilder in Rundform (so genannte „Rundbilder“). Marjoschs weiterführende Studien über die Struktur von Bäumen führen ihn zu einer nochmaligen Abstraktion, um das „strukturelle Wesen der Bäume bzw. der Natur allgemein“ noch deutlich herauszuarbeiten. Die sich daraus ergebenden Bilder („Gitterbilder“, „Meditationsbilder“) bestehen aus konstruktivistischen Farbkombinationen, die durch ihre Anordnung laut dem Künstler den Betrachter dazu führen sollen eine emotionale Erfahrung der Grundgesetzmäßigkeiten der Natur zu vermitteln. Darüber hinaus sieht der Künstler seine Bilder auch als Spiegelbild der gesellschaftlichen Zustände und Ereignisse der Gegenwart, ohne realistischer Darstellungsweise.

## Öffentliche Sammlungen
- Staatsgalerie Stuttgart, Stuttgart
- Regierungspräsidium Baden-Württemberg, Stuttgart
- Landesbibliothek Rheinland-Pfalz, Sammlung Geissler
- Württembergische Landesbibliothek Stuttgart, Graphische Sammlung

## Ausstellungen

### Einzelausstellungen (Auswahl)
- 1971: Kunstgebäude Stuttgart, Stuttgart
- 1972: Galerie Greiner, Stuttgart
- 1975: Galerie Qualerie, Esslingen
- 1975/81: Katharinenhospital Stuttgart, Stuttgart
- 1976/77: Studio 96, Stuttgart
- 1979: Geno-Haus, Stuttgart
- 2005/06: Galerie Café, Bietigheim
- 2007: Bruder Klaus Kirche, Stuttgart

### Gruppenausstellungen (Auswahl)
- 1973: Atelier de Séguret: Marseille, Orange, Vaisson-La-Romaine (Frankreich)
- 1978: Gustav-Siegle-Haus (VBKW), Stuttgart
- 1981: Staatsgalerie Stuttgart, Stuttgart
- 1983: Württembergischer Kunstverein Stuttgart, Stuttgart
- 1985: Galerie unterm Turm, Stuttgart; Rathaus Stuttgart, Stuttgart
- 1986: Kunsthalle Dominikanerkirche, Osnabrück; Kunstverein Ludwigsburg, Ludwigsburg
- 1989: Gustav-Siegle-Haus, Stuttgart; Württembergischer Kunstverein Stuttgart, Stuttgart
- 1991: Württembergischer Kunstverein Stuttgart, Stuttgart
- 1992: Reihe 22 Künstlertreff, Stuttgart
- 1998: Art Gallery, Durban (Südafrika)
- 2007: Städtische Galerie in der Zehntscheuer, Möglingen; Galerie Flaig, Kornwestheim
- 2008: Kunstverein Feuerbach, Stuttgart